# Jardin départemental du Las
Le jardin départemental du Las est un jardin remarquable de 15 000 m2 situé à Toulon, dans le département du Var (France), aussi connu comme jardin du Las ou jardin des plantes du Las (le fleuve qui le longe), parc du Muséum (l'établissement qu'il abrite) ou  parc Burnett (nom des anciens propriétaires au XXe siècle).

## Historique
Le jardin départemental du Las, situé au 607 chemin du Jonquet à Toulon, est un ancien domaine agricole pourvu d'un moulin à eau, qui au cours du XIXe siècle a successivement été exploité par des moines, des particuliers et par la marine de Toulon.
Le domaine se spécialise au début du XXe siècle dans la production de cresson de fontaine puis est acquis dans les années 1990 par le Conseil départemental du Var, grâce à la taxe départementale dédiée, dans le cadre de sa compétence en gestion d’espaces naturels.
En 2000, après des opérations d’aménagement, nettoyage et décoration, il est ouvert au public. La maison de maître rénovée abrite, depuis 2011, le Muséum départemental du Var. Au-delà de sa fonction de parc public, de lieu de sociabilité et de loisirs, le jardin sert au Muséum de support de médiation naturaliste.

## Présentation

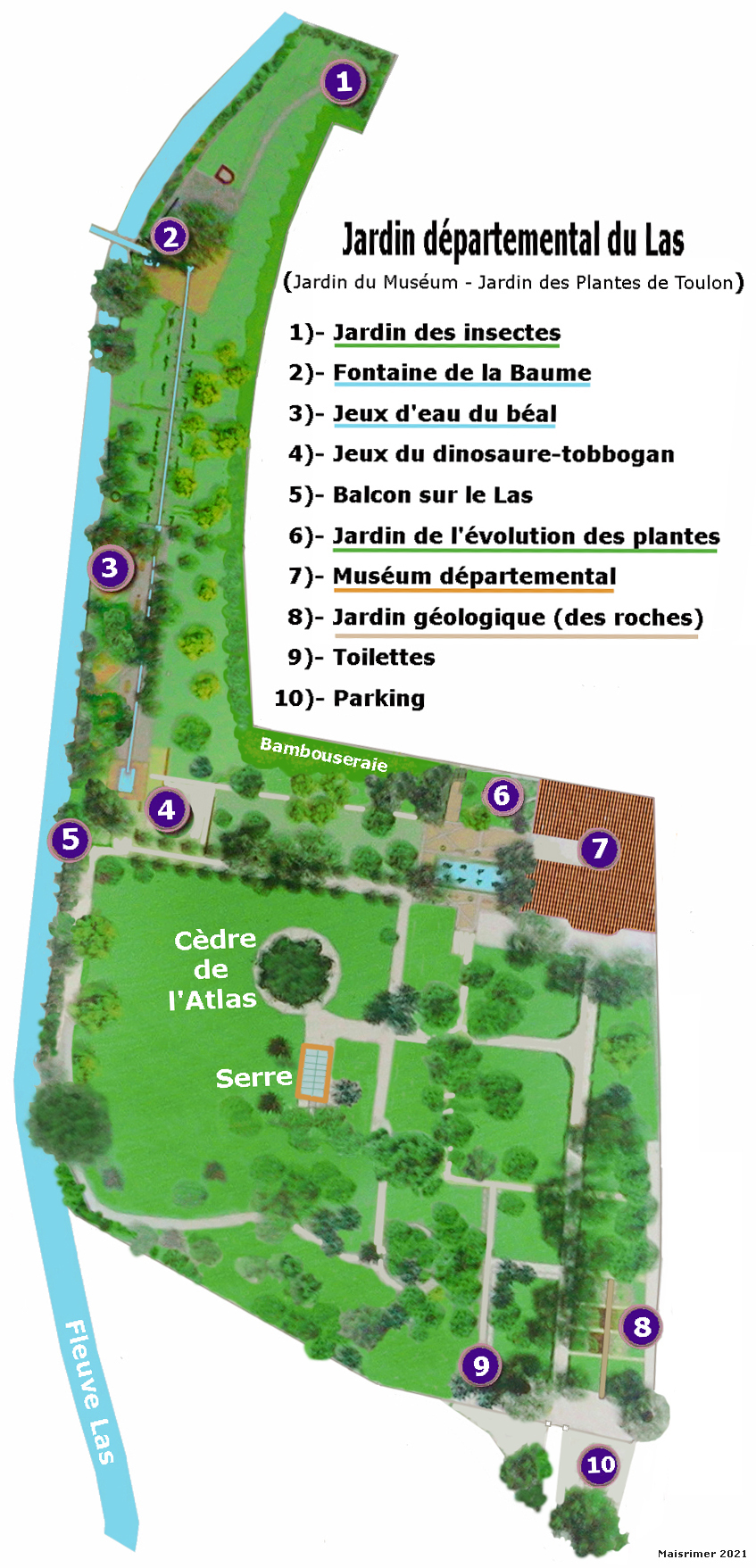
Plan du jardin

À partir de la fin du XVIIIe siècle, le climat méditerranéen autorise de nombreuses acclimatations (palmiers et agrumes notamment) et la Côte d'Azur est le théâtre d'un grand nombre d'introductions d'espèces végétales ramenées de contrées lointaines. Le jardin accueille un patrimoine végétal, venu d'Orient, d'Extrême-Orient, d'Afrique, d'Amérique et d'Océanie, dont un grand cèdre de l'Atlas au port majestueux.
Le jardin abrite aussi des essences méditerranéennes ou exotiques et un jardin des roches, représentant la diversité géologique et paléontologique du département. Les grands arbres, les haies et les berges du Las abritent une biodiversité urbaine comprenant environ cinquante espèces d'oiseaux parmi lesquelles la chouette hulotte, la fauvette mélanocéphale ou la perruche-souris, quelques mammifères dont plusieurs espèces de chauves-souris, quelques dizaines d'espèces d'insectes dont la Nymphale de l'arbousier ou l’Échancré, des lézards, des grenouilles….
Faisant partie du réseau des espaces naturels sensibles du département du Var, le jardin a aussi été labellisé « jardin remarquable » par le ministère de la Culture et de la Communication en 2013 :

« Le jardin mêle composition classique avec une grande allée de platanes conduisant à la maison et bordée de parcelles structurées par des haies accueillant l’une un jardin des roches, une autre une serre… puis une circulation autour d’une grande prairie dominée par son cèdre majestueux doté d’un large platelage de bois. En parallèle du Las ont été ménagés un fil d’eau et son bassin puis un jardin rural menant à une petite friche, lieu privilégié d’observation des insectes. »

— Ministère de la Culture

## Galerie d'images

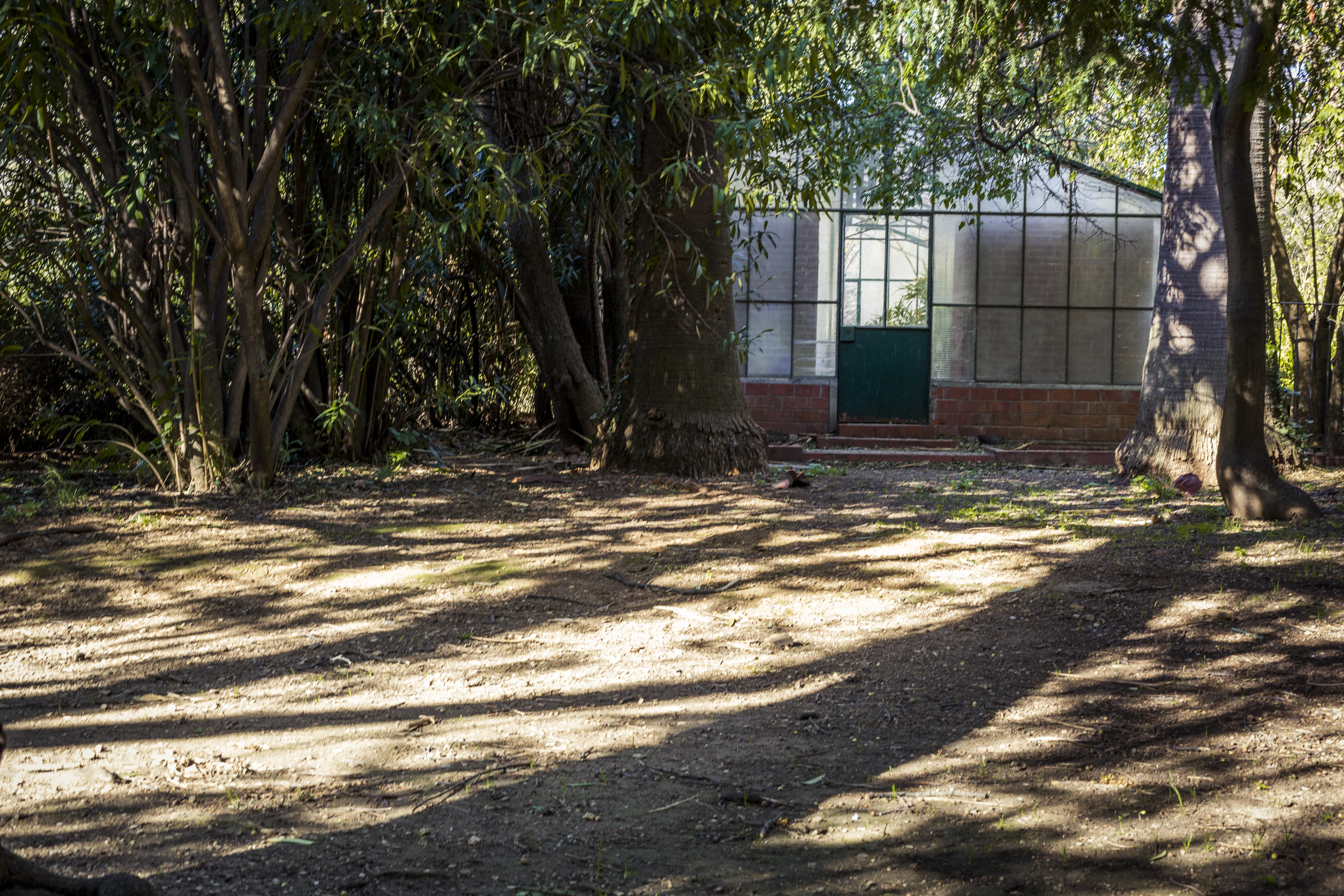
Serre du jardin du Las, photo Kevin Pinon.
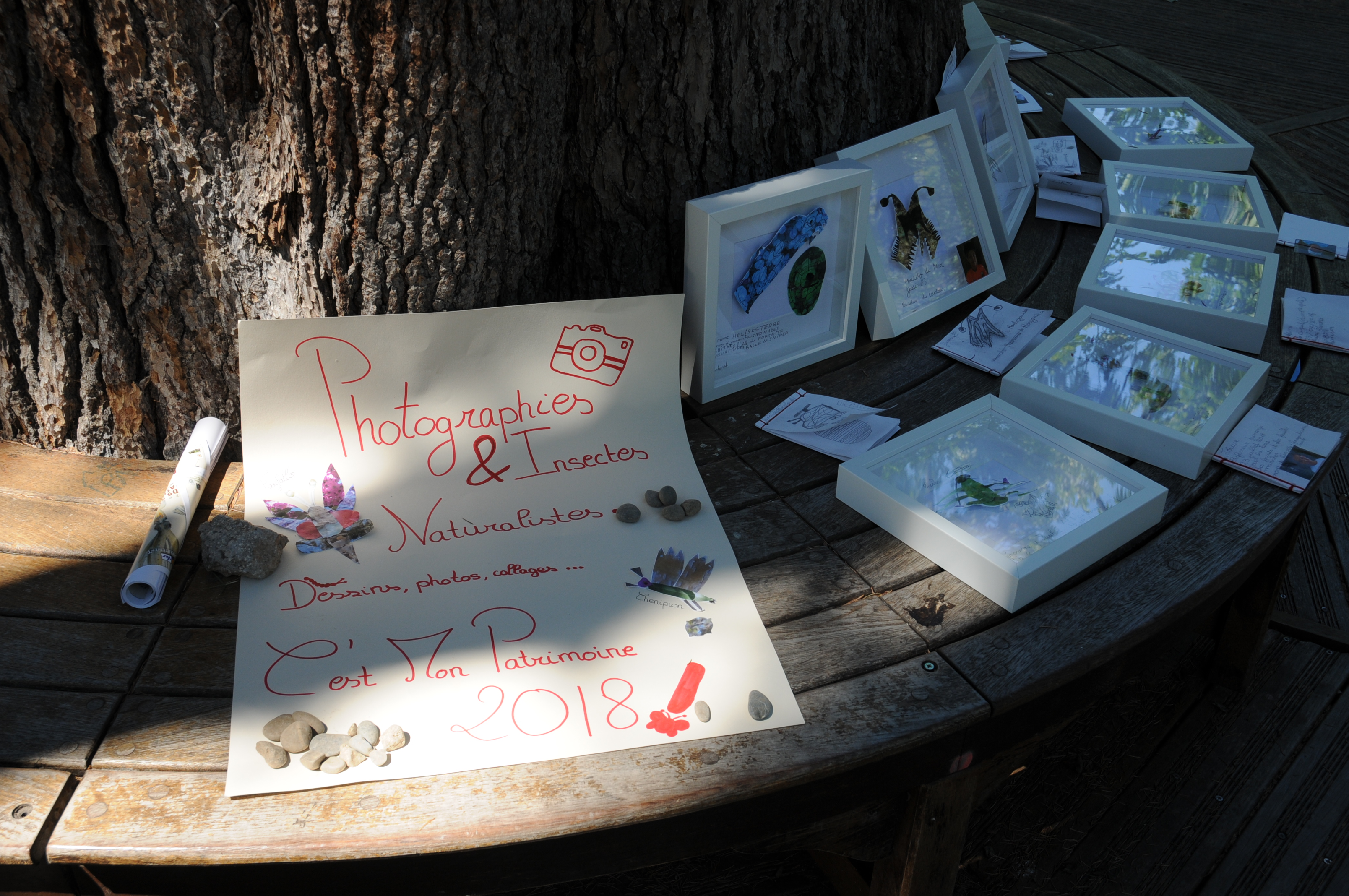
Médiation naturaliste au jardin du Las.
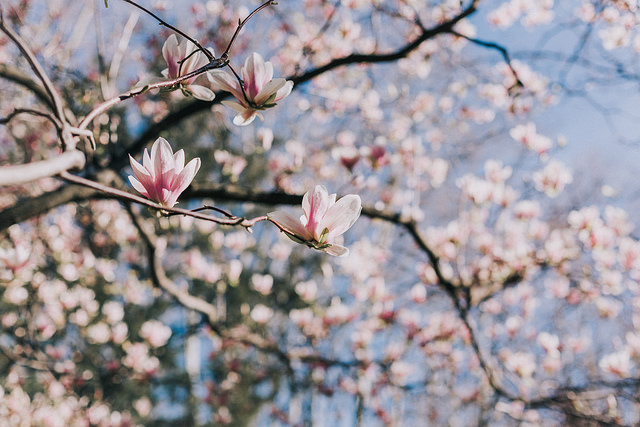
Magnolia en fleur au jardin du Las, photo Kevin Pinon.